# Giovanni Battista Deti

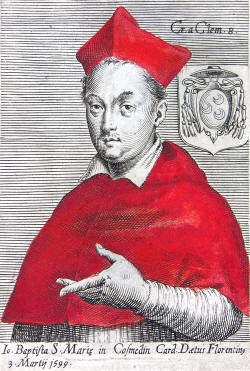
Giovanni Battista Kardinal Deti (kolorierter Stich von 1599)

Kardinalswappen (modernes Schema)

Giovanni Battista Deti (* 16. Februar 1580 in Florenz; † 13. Juli 1630 in Rom) war ein italienischer Kardinal und Bischof.

## Leben
Seine Familie war mit den Aldobrandini und daher mit Papst Clemens VIII. entfernt verwandt. Am 3. März 1599 wurde er zum Kardinal erhoben. Am 17. März 1599 wurde ihm die Kardinaldiakonie Sant’Adriano al Foro zugeteilt und am 15. Dezember 1599 wechselte er zur Diakonie Santa Maria in Cosmedin. Am 28. Februar 1605 wurde er von Pietro Aldobrandini zum Diakon und von Papst Paul V. zum Priester geweiht.
Deti nahm am Konklave März 1605 und Mai 1605 teil. Am 6. Oktober 1612 stieg er zum Kardinalpriester von Santi Marcellino e Pietro auf. Er nahm auch am Konklave 1621 teil. Am 7. Juni 1623 wurde er zum Kardinalbischof von Albano erhoben und am 24. Juni 1623 von Kardinal Ottavio Bandini mit Assistenz von Alfonso Gonzaga und Federico Baldissera Bartolomeo Cornaro in San Silvestro al Quirinale zum Bischof geweiht. Im selben Jahr nahm er am Konklave 1623 teil. Am 2. März 1626 wurde er zum Kardinalbischof von Frascati und am 9. März 1626 zum Kardinalsubdekan und Kardinalbischof von Porto und Santa Rufina ernannt. Am 20. August 1629 wurde er zum Kardinaldekan und Kardinalbischof von Ostia e Velletri ernannt.
Am 13. Juli 1630 starb Giovanni Battista Deti in Rom. Er wurde in der Kapelle Aldobrandini in Santa Maria sopra Minerva begraben.